# Droga wojewódzka 572
Die Droga wojewódzka 572 (DW 572) ist eine zwei Kilometer lange Droga wojewódzka (Woiwodschaftsstraße) in der polnischen Woiwodschaft Kujawien-Pommern, die den Bahnhof Lubicz mit Lubicz Dolny verbindet. Die Strecke liegt im Powiat Toruński.

## Streckenverlauf
Woiwodschaft Kujawien-Pommern, Powiat Toruński
-  Lubicz Dolny (A 1, S 10, DK 10, DK 80, DW 552)